# Festival de Flamenco de Jerez
Le Festival de Jerez est un festival  consacré au flamenco qui a lieu annuellement à Jerez de la Frontera (Andalousie, Espagne), pendant les mois de février et mars.
Après chaque édition, sont délivrés les prix du festival de Jerez, tant par le public que par la critique spécialisée.

## Spectacles
La grande qualité, tant des concerts que des interprètes, tendant à un pur flamenco, est la marque du festival. Des premières inédites de spectacles sont présentées et les réseaux sociaux sont intégrés grâce à la présence des médias et flash mob flamencos,.

## Activités

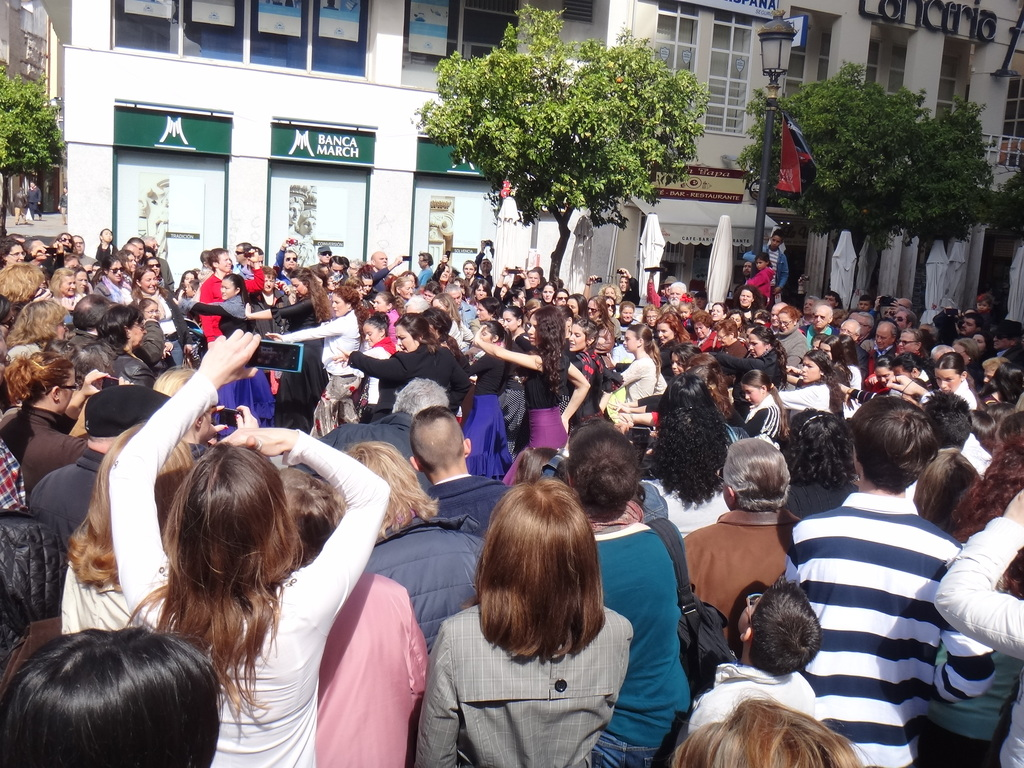
Flash-mob flamenco.

Le festival comprend des spectacles de chant, de danse et de guitare flamenco, ainsi que des cours et d'autres activités d'information dans les théâtres et les clubs de flamenco. 
Ateliers
- Atelier de « palmas flamencas » (claquements de mains).
- Classes magistrales José Mercé chantant.

Cours

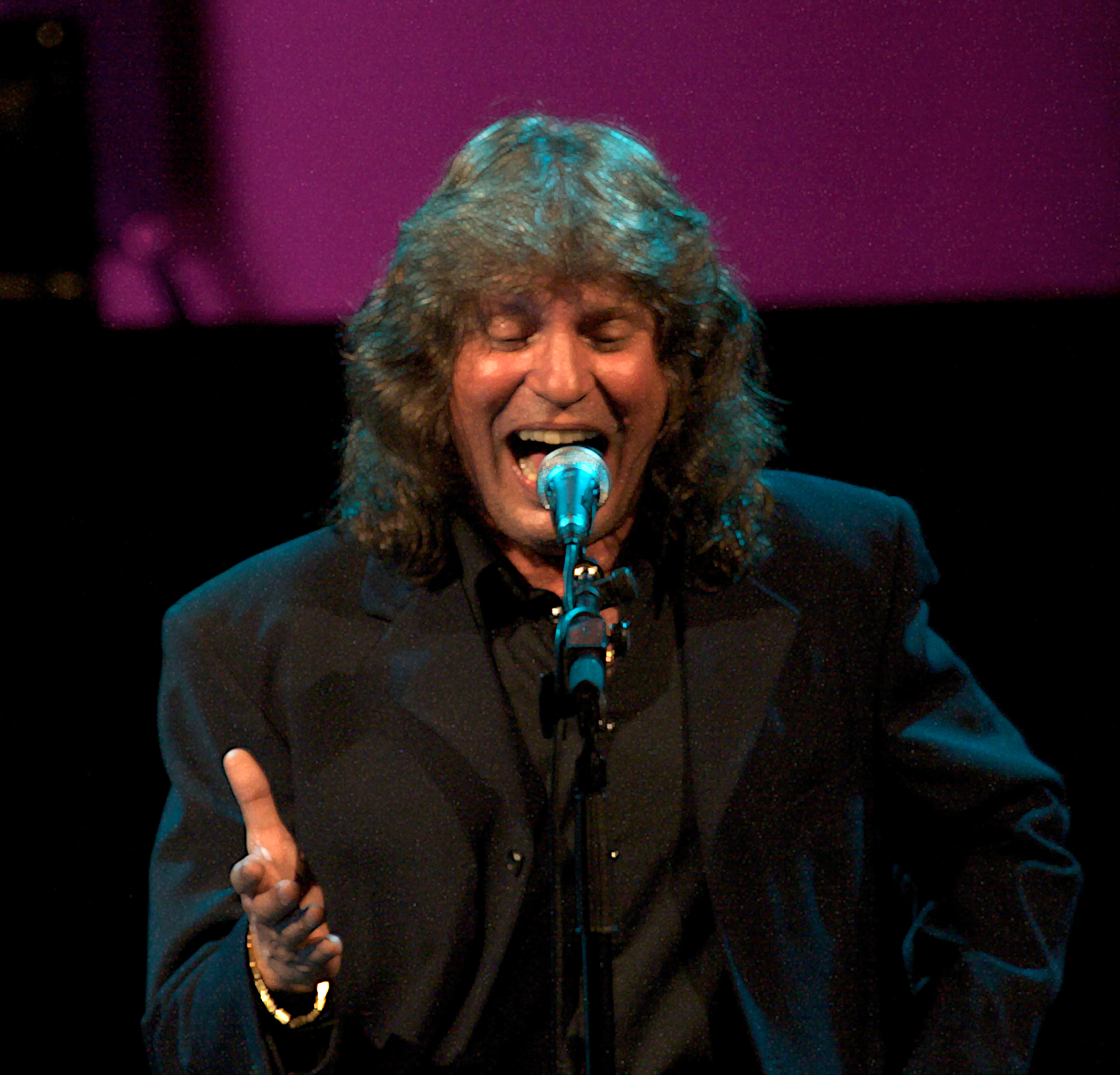
José Mercé chantant.

- Technique et style de la danse bambera.
- Technique de danse pour l'alegría.
- Technique et style de la bata de cola pour cantiñas.
- Étude de la chorégraphie pour le romeras.
- Technique de danse du tango
- Atelier de chorégraphie et de la technique de la soleá apolá
- Technique de danse pour soleá
- Technique de danse du fandango.
- Technique de la bulería de Jerez.
- Technique de danse pour la siguiriya.
- Technique de danse de la farruca.
- Technique et style de danse de la rondeña.
- Technique et style de danse abandolao.
- Technique et style de danses tientos.
- Technique de la zambra.
- Technique et style de la danse tarantos.
- Technique et style du martinete.

Autres cours
- Cours spécial sur le processus de création d'un spectacle.
- Cours particuliers d'initiation pour personnes âgées.
- Atelier de photographie flamenco.
- Cours de guitare, rythmique, Chant et initiation au monde du flamenco.
- Cours d'espagnol pour les amateurs de flamenco.

Selon les mots de sa directrice, Isamay Benavente, le festival n'est pas orienté vers le public de Jerez, mais pour le plaisir des visiteurs nationaux et internationaux.

## Lieux
Actuellement, le festival occupe quatre endroits :
- Teatro Villamarta
- Sala Compañía
- Sala Paúl
- Alcázar

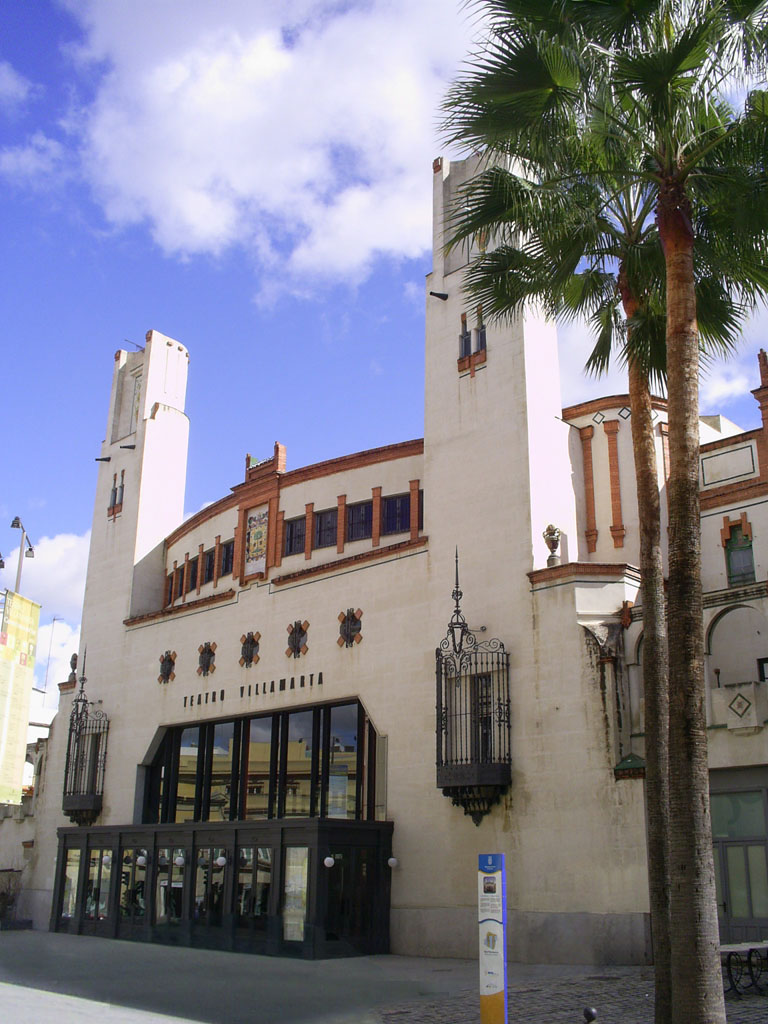
Le théâtre Villamarta, le lieu principal des spectacles du festival.

Cependant, de plus petites représentations sont également données dans d'autres lieux, équipés de climatiseurs, etc.

## Reconnaissance
En 2016, le Festival du chant de las Minas a donné son prix « Pencho Cros » à la diffusion musicale du festival.